# Lugeon
Lugeon là một đơn vị được đưa ra để đo độ thấm nước của nền đá và độ dẫn nước của các khe nứt. Lugeon được đặt theo tên của nhà địa chất người Thụy Sĩ Maurice Lugeon, người đầu tiên đưa ra phương pháp đo vào năm 1933. Cụ thể, việc đo Lugeon thường được dùng để đo lượng nước được bơm vào trong một mét dài hố khoan dưới áp suất xác định; giá trị này được đo ở đơn vị L/phút (L/min).
Mặc dù, việc đo Lugeon có thể dùng trong nhiều mục đích khác nhau, nhưng mục tiêu chính của nó là để xác định hệ số Lugeon được định nghĩa là lượng nước hấp thụ (tính bằng lít) trên một mét mẫu thử trong một phút ở áp suất 10 kg/cm² (1 MN/m²)